# Fritz Lamm
Fritz Lamm (* 30. Juni 1911 in Stettin; † 15. März 1977 in Stuttgart; Pseudonyme Rudolf Ketzer und Thomas Müntzer) war ein deutscher Sozialist und Bundesvorstandsmitglied der Naturfreunde.

## Leben

### 1911 bis 1933: Jugend in Deutschland
Lamm wurde als Sohn jüdischer Kaufleute geboren. Er besuchte ab 1917 die Bismarck-Oberrealschule in Stettin, die er nach zwölf Jahren mit der Primareife abschloss. Lamm arbeitete zunächst im väterlichen Geschäft, das jedoch alsbald 1929/30 aufgelöst wurde. Hiernach war er als Volontär bei der sozialdemokratischen Zeitschrift Stettiner Volksbote tätig.
Lamm war seit April 1920 in Stettin Mitglied im deutsch-jüdischen Wanderbund Kameraden. „Es waren weniger Elternhaus oder Schule als vielmehr der Kameradenbund, der seine politische Entwicklung prägte und die Grundlagen für sein politisches Interesse schuf; in dieser Organisation wurden entscheidende Weichen für sein Leben gestellt.“ Von Anfang 1927 bis Mitte März 1929 war er Leiter der Stettiner Kameraden-Gruppe und geriet unter dem Einfluss von Max Fürst auch in eine ideelle Nähe zu dem von diesem forcierten Schwarzen Haufen. Als der Schwarze Haufen an Pfingsten 1927 aus dem Verband der Kameraden ausgeschlossen wurde, blieb Lamm aber weiterhin bei den Kameraden.
In den innerverbandlichen Auseinandersetzungen wandte sich Lamm immer stärker dem sozialistischen Flügel der Kameraden zu und trat Ende 1930 aus dem Verband aus. Sein zunehmend marxistisch geprägtes Bewusstsein führte ihn weg von der Jugendbewegung und hin zu den Organisationen der Arbeiterbewegung. Im Frühjahr 1930 wurde Lamm Mitglied in der SPD, in der SAJ und bei den Naturfreunden; 1931 trat er dem Zentralverband der Angestellten bei, einer sozialistisch orientierten Gewerkschaft.
Aus der SPD wurde Fritz Lamm jedoch 1931 gleich zwei Mal ausgeschlossen. Ein Grund dafür lag in seiner zeitgleichen Mitgliedschaft bei der Deutschen Friedensgesellschaft (DFG). Lamm wurde dann ein Gründungsmitglied der Sozialistischen Arbeiterpartei Deutschlands (SAPD), später Mitglied von deren Ortsleitung in Stettin und Mitglied des Sozialistischen Jugend-Verbandes Deutschlands (SJVD).

### 1933 bis 1948: Ständig auf der Flucht
Nach dem Reichstagsbrand am 27. Februar 1933 wurde Fritz Lamm zunächst für fünf Tage in „Schutzhaft“ genommen und am 3. Mai erneut verhaftet. Am 2. Januar 1934 wurde Lamm vor dem 4. Strafsenat des Reichsgerichts in Leipzig wegen „Vorbereitung zum Hochverrat“ – Herstellung und Verbreitung illegaler Schriften – zu 2 Jahren und 3 Monaten Haft verurteilt. Die Haftstrafe saß Lamm im Strafgefängnis Naugard ab. Als er Ende Oktober 1935 aus der Haft entlassen wurde, stellte man ihn sofort unter Polizeiaufsicht. Ihm gelang trotzdem am 14. Januar 1936 die Flucht nach Stuttgart und von dort in die Schweiz. Lamm wurde dann von den Schweizer Behörden verhaftet und nach Österreich abgeschoben, von wo ihm nach sechs Wochen die Flucht in die Tschechoslowakei gelang.
In Paris kam Lamm Mitte August 1938 an und arbeitete dort bei der Sozialistischen Arbeiterpartei, u. a. als Sekretär für Jacob Walcher und Fritz Sternberg. Er wurde am 1. September 1939 wieder verhaftet und saß sechs Wochen im Pariser Zentralgefängnis, bis man ihn im Lager Vernet d'Aridge in den Pyrenäen als „feindlichen Ausländer“ einsperrte. Ein Fluchtversuch im Oktober 1940 schlug fehl. Erst im Dezember 1941 gelang ihm die Flucht und Lamm tauchte drei Monate in Marseille unter.
Mit gefälschten Ausreisepapieren gelang Fritz Lamm im März 1942 die Ausreise per Schiff über Casablanca nach Havanna auf Kuba. Dort wurde er zunächst für sechs Monate in das Internierungslager Tiscornia gebracht. Bis 1948 arbeitete er als Teildiamantenschleifer und Sekretär der Gewerkschaft der ausländischen Diamantenschleifer. Später wurde er außerdem Korrespondent und Buchhalter für ein Importgeschäft von Schweizer Uhren. Politische Beziehungen unterhielt er in seiner Zeit auf Kuba unter anderem zu August Thalheimer, auf dessen Beerdigung er 1948 die Trauerrede hielt. Außerdem gehörte er zu einem Kreis deutschsprachiger Exilanten in Havanna, dem Ursula Krechel in ihrem Roman Landgericht ein literarisches Denkmal setzte. Neben Fritz Lamm selber porträtiert sie in diesem Kontext Hans und Lisa Fittko, Emma Kann, Julius Deutsch und Boris Goldenberg.

### 1948 bis 1977: Zurück in Deutschland
Nach dem Ende des Zweiten Weltkriegs versuchte Lamm mehrmals erfolglos nach Deutschland zurückzukehren. Die Einreise gelang ihm erst im November 1948 und er kehrte zurück nach Stuttgart, Ausgangspunkt seiner Flucht vor zwölf Jahren. Hier arbeitete er bis zu seiner Pensionierung als Angestellter bei der Stuttgarter Zeitung, wo er auch im Betriebsrat Mitglied war. Politisch aktiv war er unter anderem in der IG Druck und Papier und der SPD, der er 1948 wieder beigetreten war. In letzterer und in der von ihm von 1950 bis zu deren Einstellung 1959 herausgegebenen Monatszeitschrift funken vertrat Lamm linkssozialistische Positionen, daher wurde er aus der SPD nach der Verabschiedung des Godesberger Programmes und dem Ausschluss des SDS 1963 wieder ausgeschlossen. Auch war der überzeugte Atheist Lamm im von Susanne Leonhard geleiteten Stuttgarter Ortsverein des Deutschen Freidenkerverbandes aktiv.
Unmittelbar nach seiner Rückkehr aus dem Exil war Lamm auch wieder den Naturfreunden beigetreten, denen er schon vor 1933 angehört hatte. Er engagierte sich zunächst in deren württembergischem Landesverband und wurde 1969 zum Bundeskulturreferenten gewählt. In den innerverbandlichen Auseinandersetzungen engagierte er sich für eine sozialistische Ausrichtung des Verbandes und gegen dessen Vereinnahmung durch rechtssozialdemokratische und unpolitische Strömungen („Blümchenpflücker“). Großen Einfluss hatte er auf die Naturfreundejugend Deutschlands, vor allem auch auf deren hessischen Landesverband, der unter seinem damaligen Landesvorsitzenden Klaus Vack eine der wichtigsten Stützen der Ostermarschbewegung war. Auch Lamms Weg führte über die Naturfreunde und die Ostermarschbewegung zu dem 1969 gegründeten Sozialistischen Büro, in welchem er Mitglied war. Zusammen mit Klaus Vack war er 1966 auch in den Herausgeberkreis der SDS-Theoriezeitschrift Neue Kritik gewählt worden.
Fritz Lamm – er hielt bis zu seinem Tod engen Kontakt zu Gleichgesinnten und politischen Weggefährten – starb am 15. März 1977 an einem Herzinfarkt.

## Ehrungen
Nach Fritz Lamm ist eine Bildungseinrichtung  der Sozialistischen Jugend Deutschland – die Falken bei Furtwangen im Schwarzwald benannt.
In ihrem Roman Landgericht setzt Ursula Krechel Fritz Lamm ein kleines literarisches Denkmal.
Im Jahr 2020 veröffentlichten der DGB Region Nordwürttemberg und die Falken Stuttgart mehrere Podcastfolgen zu Fritz Lamm, anlässlich dessen 110. Geburtstag.

## Werke
- Briefwechsel mit der SPD, 1962
- Die Große Koalition und die nächsten Aufgaben der Linken, 1967
- als Mitarbeiter: Sozialistische Linke nach dem Krieg. Beiträge von Fritz Lamm und anderen. Auswahl aus der Zeitschrift „Funken“ 1950–1959. Als Beitrag zu einer Geschichte der SPD nach 1945 und über die Entwicklung der sozialistischen Bewegung bis 1960. Verlag 2000, Offenbach 1978[9]
- Habana – New York – Habana. Briefe aus Exilen. 1983, ISBN 3-922836-10-0.